# Gordon Waller

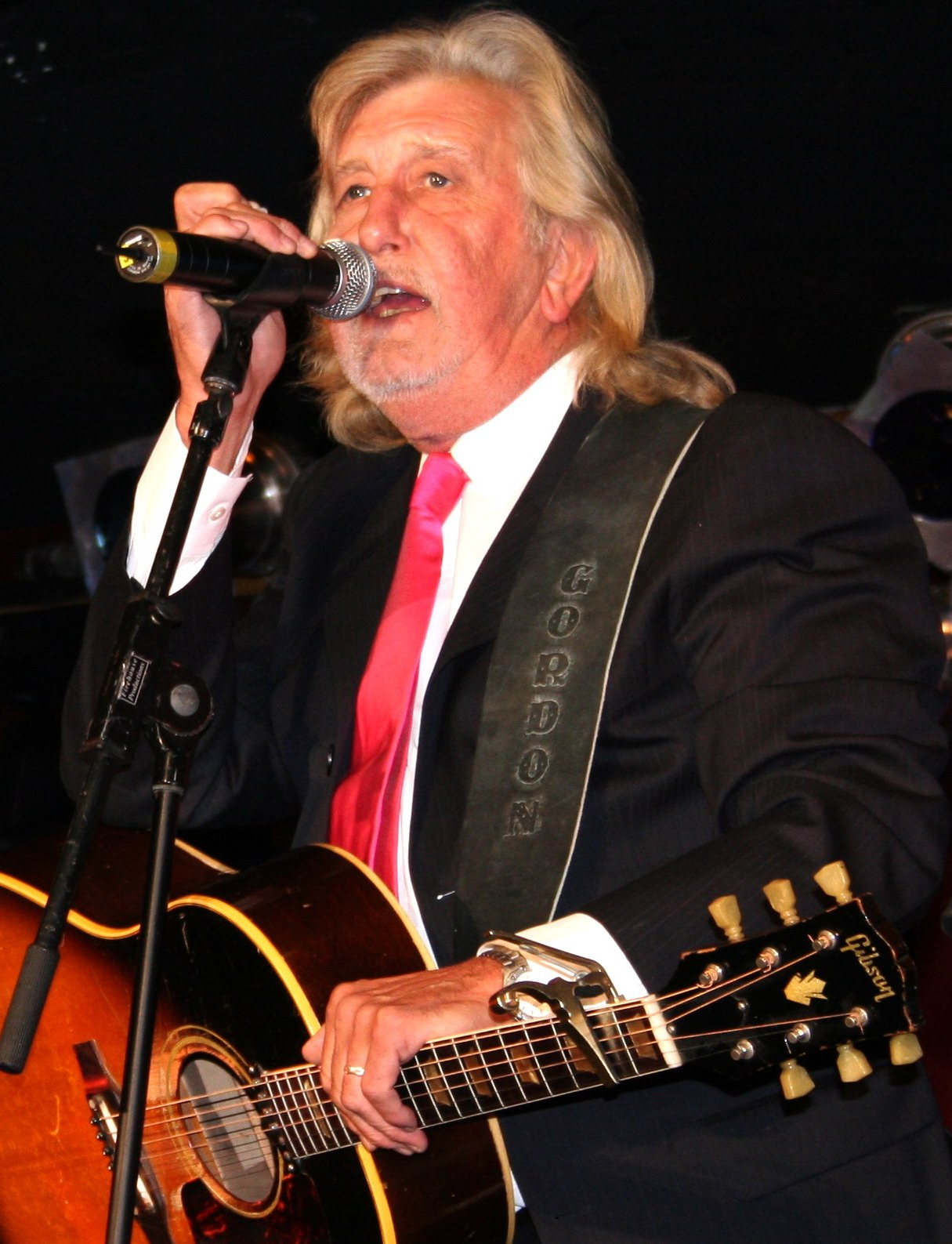
Gordon Waller

Gordon Trueman Riviere Waller (* 4. Juni 1945 in Braemar, Schottland, Vereinigtes Königreich; † 17. Juli 2009 in Norwich, Connecticut, Vereinigte Staaten) war ein schottischer Sänger, Songwriter und Gitarrist. Bekannt wurde er vor allem als Mitglied des Pop-Duos Peter & Gordon.

## Leben
An der Westminster School lernte Waller den Mitschüler Peter Asher kennen, mit dem er als Musik-Duo in Cafés und Clubs aufzutreten begann. Ab 1962 nannten sie sich Peter & Gordon. 1964 hatten sie ihren größten Hit mit A World Without Love, geschrieben von Paul McCartney, der damals mit Jane Asher zusammen war, der Schwester von Peter. Durch diese Bekanntschaft erhielt das Duo öfters unveröffentlichtes Material von McCartney zum Aufnehmen.
Nach der Trennung von Peter & Gordon versuchte sich Waller an einer Solokarriere. 1968 erschien seine erste Single Rosencrans Boulevard, die ebenso wie die Nachfolger recht erfolglos blieb. Auch das Debütalbum and Gordon (1972) verkaufte sich schlecht.
Ab 1971 trat Waller als Pharao in dem Musical Joseph and the Amazing Technicolor Dreamcoat auf. In dieser Rolle ist er auch auf dem 1974 erschienenen Album zum Musical zu hören.
Enttäuscht vom ausbleibenden Durchbruch zog sich Waller aus dem Musikgeschäft aufs Land zurück. Später ging Waller nach Kalifornien, wo er mit seiner Lebensgefährtin Georgiana Steele den Musikverlag „Steel Wallet International“ gründete.
2007 veröffentlichte Waller das Soloalbum Plays the Beatles, 2008 folgte Rebel Rider. Seit 2005 traten Peter Asher und Gordon Waller gelegentlich wieder gemeinsam auf. Ihr letztes gemeinsames Konzert gaben sie Anfang Juli 2009 in Las Vegas.
Gordon Waller starb im gleichen Monat nach einem Herzinfarkt in Connecticut, wo er zuletzt gelebt hatte.